# Cicli e punti fissi
In matematica, i cicli di una permutazione {\displaystyle \pi } di un insieme finito X corrispondono biunivocamente alle orbite, cioè ai sottogruppi generati da {\displaystyle \pi } quando agisce su X. Tali orbite sono sottoinsiemi  di X che si possono scrivere come
{\displaystyle X_{j}=\{p_{j1},p_{j2}\ldots ,p_{jl_{j}}\}\subseteq X\quad j=1,2,\ldots ,r\quad r<|X|=n\ ;\qquad \operatorname {{\bigcup }\!\!\!\!{\cdot }\,} _{\ j=1}^{\ r}X_{j}\ =\ X},
e la loro unione, di tipo disgiunta, fornisce l'intero insieme X; ogni j-orbita verifica le relazioni
{\displaystyle \pi (p_{ji})={\begin{cases}p_{j\ i+1},&\quad i=1,2,\ldots ,l_{j-1}\\p_{j1},&\quad i=l_{j}\end{cases}}}.
e per indicare ciò useremo la notazione ciclica per la j-orbita 
{\displaystyle \pi _{j}=(p_{j1}\ p_{j2}\ \cdots \ p_{jl_{j}})=(p_{j2}\ p_{j3}\ \cdots \ p_{jl_{j}}\ p_{j1})=\ldots };
cioè tale espressione non è unica in quanto p1 può essere qualsiasi elemento dell'orbita. La dimensione {\displaystyle l_{j}} dell'orbita viene detta la lunghezza del ciclo corrispondente e si dice un lj-ciclo; quando {\displaystyle l=1}, l'unico elemento nell'orbita viene detto un punto fisso della permutazione. Quindi la permutazione {\displaystyle \pi } viene decomposta in cicli disgiunti come
{\displaystyle \pi =\pi _{1}\,\pi _{2}\cdots \pi _{r}=\prod _{j=1}^{r}\,\pi _{j}\qquad \sum _{j=1}^{r}l_{j}=|X|=n}
nel caso {\displaystyle r=|X|=n} otteniamo l'elemento neutro della legge di composizione, cioè la permutazione identica con n 1-ciclo: {\displaystyle \ \pi _{I}=(1)(2)\ldots (n).}

## Notazioni equivalenti

P_{π} * (1,2,3,4)^{T} = (4,1,3,2)^{T}

Permutazione G del codice Gray 16 bit
composta con la permutazione inversione bit B
G ha 2 punti fissi, 1 2-ciclo e 3 4-cicli
B ha 4 punti fissi e 6 2-cicli
GB ha 2 punti fissi e 2 7-cicli

Una permutazione viene determinata dando un'espressione per ciascuno dei suoi cicli, e una notazione per le permutazioni consiste nello scrivere tali espressioni una dopo l'altra in un certo ordine. Ad esempio in notazione 2-linea si possono avere più scritture equivalenti
{\displaystyle \pi ={\begin{pmatrix}1&4&2&3\\4&2&1&3\end{pmatrix}}={\begin{pmatrix}1&2&3&4\\4&1&3&2\end{pmatrix}}=\cdots }
in notazione ciclica le scritture diventano 
{\displaystyle \pi =(1\ 4\ 2)(3)=(4\ 2\ 1)(3)=(2\ 1\ 4)(3)}
cioè con 1 1-ciclo e 1 3-ciclo, quindi il tipo {\displaystyle \left[1^{1}\ 3^{1}\right]=(1,3).} La matrice di permutazione {\displaystyle P_{\pi }} corrispondente alla permutazione {\displaystyle \pi }, è
{\displaystyle P_{\pi }={\begin{bmatrix}\mathbf {e} _{\pi (1)}\\\mathbf {e} _{\pi (2)}\\\mathbf {e} _{\pi (3)}\\\mathbf {e} _{\pi (4)}\end{bmatrix}}={\begin{bmatrix}\mathbf {e} _{4}\\\mathbf {e} _{1}\\\mathbf {e} _{3}\\\mathbf {e} _{2}\end{bmatrix}}={\begin{bmatrix}0&0&0&1\\1&0&0&0\\0&0&1&0\\0&1&0&0\end{bmatrix}}\neq P_{\pi ^{-1}}={P_{\pi }}^{T}}
La stessa può essere rappresentata come trasformazione geometrica attiva nella forma di un quadrato, come a destra. Tale quadrato ha:
- gli 1 della matrice Pπ rappresentati dalle caselle in rosso.
- i valori iniziali 1,2,3,4 da permutare sono i puntini neri nella diagonale principale
- le frecce curve indicano il 3-ciclo 1→4→2 nella notazione postfissa o azione destra.

Vediamo un esempio dove sono presenti cicli di lunghezza diversi:
{\displaystyle \pi ={\begin{pmatrix}1&6&7&2&5&4&8&3\\2&8&7&4&5&3&6&1\end{pmatrix}}={\begin{pmatrix}1&2&3&4&5&6&7&8\\2&4&1&3&5&8&7&6\end{pmatrix}}=\cdots }
e in notazione ciclica
{\displaystyle \pi =(1\ 2\ 4\ 3)(5)(6\ 8)(7)=(7)(1\ 2\ 4\ 3)(6\ 8)(5)=(4\ 3\ 1\ 2)(8\ 6)(5)(7)=\ldots }
cioè una struttura ciclica o tipo {\displaystyle \left[1^{2}\ 2^{1}\ 4^{1}\right]=(1,1,2,4)}, quindi si hanno 2 punti fissi o 1-ciclo.
{\displaystyle \pi (5)=5,\ \pi (7)=7}
È comune, ma non necessario, non scrivere i cicli di lunghezza uno in tale espressione. Dunque, un modo appropriato per esprimerla sarebbe π = (1 2 4 3)(6 8).
Infine un esempio di S16 dove si usa la legge di composizione nell'uso del codice Gray in dispositivi elettronici di acquisizione di posizione, codificando il valore digitale della posizione chiudendo o aprendo una serie di contatti elettrici o barriere ottiche. 
Questi tre esempi evidenziano i diversi modi per scrivere una permutazione come una lista dei suoi cicli, ma il numero di cicli e il loro contenuto sono dati dalla partizione di X in orbite, e questi insiemi sono quindi gli stessi per tutte queste espressioni.

## Numero permutazioni con k cicli disgiunti
Il valore assoluto del numero di Stirling del tipo uno senza segno che denotiamo
{\displaystyle s(n,\ k)\ =\ \left[{\begin{matrix}n\\k\end{matrix}}\right]\quad n,k\in \mathbb {Z} ^{+}\ 1\leqslant k\leqslant n}
conta il numero di permutazioni di n elementi con un numero di k cicli disgiunti.

### Proprietà
(1) {\displaystyle \quad \forall k>0\quad s(n,\ n)=1}
(2) {\displaystyle \quad \forall k>0\quad s(n,\ 1)=(n-1)!}
(3) {\displaystyle \quad \forall n>k>1\quad s(n,\ k)=s(n-1,\ k-1)+s(n-1,\ k)(n-1)}

### Dimostrazioni
(1) Esiste un solo modo per ottenere una permutazione di n elementi con n cicli disgiunti: ogni ciclo ha lunghezza 1 e quindi ogni elemento è un punto fisso. Questa permutazione è quella identica rispetto alla legge di composizione in Sn:
{\displaystyle \sigma _{I}=(1)(2)\cdots (n)}
(2) Esiste una espressione semplice per il numero di permutazioni con un solo ciclo disgiunto
(2.a) Ogni ciclo di lunghezza l si può scrivere come permutazione dei numeri da 1 a l; cioè  l!.
(2.b) Vi sono l modi diversi per scrivere un ciclo di lunghezza l, ad esempio per l=4 abbiamo le 4 scritture equivalenti: ( 1 2 4 3 ) = ( 2 4 3 1 ) = ( 4 3 1 2 ) = ( 3 1 2 4 ).
(2.c) Infine {\displaystyle s(n,1)=n!/n=(n-1)!.}
(3) Esistono due modi diversi per costruire una permutazione di n elementi con k cicli:
(3.a) Se vogliamo che l'elemento n sia un punto fisso possiamo scegliere una delle {\displaystyle s(n-1,\ k-1)} permutazioni con n − 1 elementi e k − 1 cicli e aggiungere l'elemento n come nuovo ciclo di lunghezza 1.
(3.b) Se vogliamo che l'elemento n non sia punto fisso possiamo scegliere una delle {\displaystyle s(n-1,\ n)} permutazioni con n − 1 elementi ed n cicli ed inserire l'elemento n in un ciclo esistente di fronte a uno degli n − 1 elementi.

### Numeri Stirling tipo uno con n da 1 a 9
| {\displaystyle n} | {\displaystyle k} | {\displaystyle k} | {\displaystyle k} | {\displaystyle k} | {\displaystyle k} | {\displaystyle k} | {\displaystyle k} | {\displaystyle k} | {\displaystyle k} | {\displaystyle \sum _{k=1}^{n}\left[{\begin{matrix}n\\k\end{matrix}}\right]} |
| {\displaystyle n} | 1                 | 2                 | 3                 | 4                 | 5                 | 6                 | 7                 | 8                 | 9                 | {\displaystyle \sum _{k=1}^{n}\left[{\begin{matrix}n\\k\end{matrix}}\right]} |
| ----------------- | ----------------- | ----------------- | ----------------- | ----------------- | ----------------- | ----------------- | ----------------- | ----------------- | ----------------- | ---------------------------------------------------------------------------- |
| 1                 | 1                 |                   |                   |                   |                   |                   |                   |                   |                   | 1                                                                            |
| 2                 | 1                 | 1                 |                   |                   |                   |                   |                   |                   |                   | 2                                                                            |
| 3                 | 2                 | 3                 | 1                 |                   |                   |                   |                   |                   |                   | 6                                                                            |
| 4                 | 6                 | 11                | 6                 | 1                 |                   |                   |                   |                   |                   | 24                                                                           |
| 5                 | 24                | 50                | 35                | 10                | 1                 |                   |                   |                   |                   | 120                                                                          |
| 6                 | 120               | 274               | 225               | 85                | 15                | 1                 |                   |                   |                   | 720                                                                          |
| 7                 | 720               | 1764              | 1624              | 735               | 175               | 21                | 1                 |                   |                   | 5040                                                                         |
| 8                 | 5040              | 13068             | 13132             | 6769              | 1960              | 322               | 28                | 1                 |                   | 40320                                                                        |
| 9                 | 40320             | 109584            | 118124            | 67284             | 22449             | 4536              | 546               | 36                | 1                 | 362880                                                                       |
|                   | 1                 | 2                 | 3                 | 4                 | 5                 | 6                 | 7                 | 8                 | 9                 |                                                                              |

Ad esempio, se prendiamo n=4 abbiamo
{\displaystyle {\begin{aligned}s(4,1)&=6=|Co(\sigma _{1})|&\left[4^{1}\right]&&(\cdot ~\cdot ~\cdot ~\cdot )&&4{\mbox{-ciclo}}\\s(4,2)&=3+8=|Co(\sigma _{2})|+|Co(\sigma _{3})|&\left[2^{2}\right],\ \left[1^{1}3^{1}\right]&&(\cdot ~\cdot )(\cdot ~\cdot ),(\cdot )(\cdot ~\cdot ~\cdot )&&2{\mbox{-ciclo}},1{\mbox{-ciclo }}3{\mbox{-ciclo}}\\s(4,3)&=6=|Co(\sigma _{4}|&\left[1^{2}2^{1}\right]&&(\cdot )(\cdot )(\cdot ~\cdot )&&1{\mbox{-ciclo }}2{\mbox{-ciclo}}\\s(4,4)&=1=|Co(\sigma _{I})|&\left[1^{4}\right]&&(\cdot )(\cdot )(\cdot )(\cdot )&&\sigma _{I}=(1)(2)(3)(4)\\\end{aligned}}}
che soddisfa l'equazione delle classi:
{\displaystyle s(4,1)+s(4,2)+s(4,3)+s(4,4)=6+11+6+1=24=|S_{4}|=n!=4!}
dove l'insieme degli elementi rappresentativi delle singole classi è
{\displaystyle G_{\mbox{csr}}=\{\sigma _{I},\ \sigma _{1},\ \sigma _{2},\ \sigma _{3},\ \sigma _{4}\}\subseteq S_{4}}
con csr le iniziali di complete system of rapresentatives.

## Numero di dismutazioni parziali con k punti fissi
Il valore delle dismutazioni parziali, anche detto numero di rincontri, del numero di permutazioni di n elementi con k punti fissi che denotiamo  
{\displaystyle f(n,\ k)\ =\ D(n,k)\quad n,k\in \mathbb {Z} ^{+}\quad 0\leqslant k\leqslant n}
dove l'insieme permutato è { 1, ..., n }. Si dimostra che ha forma esplicita
{\displaystyle D(n,k)\ =\ {\frac {n!}{k!}}\ \sum _{i=0}^{n-k}{\frac {(-1)^{i}}{i!}}}
in particolare si hanno le dismutazioni per k=0 (vedi la colonna in grigio scuro nella tabella seguente)
{\displaystyle f(n,0)=D(n,0)=n!\ \sum _{i=0}^{n}{\frac {(-1)^{i}}{i!}}}

### Proprietà
(1) {\displaystyle \quad \forall n<k<0\quad f(n,\ k)=0}
(2) {\displaystyle \quad f(0,\ 0)=1}
(3) {\displaystyle \quad \forall n>1,\ 0\leqslant k\leqslant n\quad f(n,\ k)\ =\ f(n-1,\ k-1)+f(n-1,\ k)(n-1-k)\ +f(n-1,\ k+1)(k+1)}

### Dimostrazioni
(3) Esistono tre metodi diversi per costruire una permutazione di n elementi con k punti fissi:
(3.a) Possiamo scegliere una delle {\displaystyle f(n-1,\ k-1)} permutazioni con n − 1 elementi e k − 1 punti fissi ed aggiungere n come un altro punto fisso.
(3.b) Possiamo scegliere una delle {\displaystyle f(n-1,\ k)} permutazioni con n − 1 elementi e k punti fissi ed inserire l'elemento n in un ciclo esistente con lunghezza > 1 davanti a uno degli (n − 1) − k elementi.
(3.c) Possiamo scegliere una delle {\displaystyle f(n-1,\ k+1)} permutazioni con n − 1 elementi e k + 1 punti fissi e unire l'elemento n con uno dei k + 1 punti fissi a un 2-ciclo.

### Numero dismutazioni parziali con n da 1 a 9
| {\displaystyle n} | {\displaystyle k} | {\displaystyle k} | {\displaystyle k} | {\displaystyle k} | {\displaystyle k} | {\displaystyle k} | {\displaystyle k} | {\displaystyle k} | {\displaystyle k} | {\displaystyle k} | {\displaystyle \sum _{k=0}^{n}D(n,k)} |
| {\displaystyle n} | 0                 | 1                 | 2                 | 3                 | 4                 | 5                 | 6                 | 7                 | 8                 | 9                 | {\displaystyle \sum _{k=0}^{n}D(n,k)} |
| ----------------- | ----------------- | ----------------- | ----------------- | ----------------- | ----------------- | ----------------- | ----------------- | ----------------- | ----------------- | ----------------- | ------------------------------------- |
| 1                 | 0                 | 1                 |                   |                   |                   |                   |                   |                   |                   |                   | 1                                     |
| 2                 | 1                 | 0                 | 1                 |                   |                   |                   |                   |                   |                   |                   | 2                                     |
| 3                 | 2                 | 3                 | 0                 | 1                 |                   |                   |                   |                   |                   |                   | 6                                     |
| 4                 | 9                 | 8                 | 6                 | 0                 | 1                 |                   |                   |                   |                   |                   | 24                                    |
| 5                 | 44                | 45                | 20                | 10                | 0                 | 1                 |                   |                   |                   |                   | 120                                   |
| 6                 | 265               | 264               | 135               | 40                | 15                | 0                 | 1                 |                   |                   |                   | 720                                   |
| 7                 | 1854              | 1855              | 924               | 315               | 70                | 21                | 0                 | 1                 |                   |                   | 5040                                  |
| 8                 | 14833             | 14832             | 7420              | 2464              | 630               | 112               | 28                | 0                 | 1                 |                   | 40320                                 |
| 9                 | 133496            | 133497            | 66744             | 22260             | 5544              | 1134              | 168               | 36                | 0                 | 1                 | 362880                                |
|                   | 0                 | 1                 | 2                 | 3                 | 4                 | 5                 | 6                 | 7                 | 8                 | 9                 |                                       |

Ritornando all'esempio n=4 abbiamo
{\displaystyle {\begin{aligned}D(4,0)&=9=6+3=|Co(\sigma _{1})|+|Co(\sigma _{2})|&\left[4^{1}\right],\ \left[2^{2}\right]&&(\cdot ~\cdot ~\cdot ~\cdot ),(\cdot ~\cdot )(\cdot ~\cdot )&&0{\mbox{-fix}}&&{\mbox{dismutazioni}}\\D(4,1)&=8=|Co(\sigma _{3})|&\left[1^{1}3^{1}\right]&&(\cdot )(\cdot ~\cdot ~\cdot )&&1{\mbox{-fix}}&&\\D(4,2)&=6=|Co(\sigma _{4}|&\left[1^{2}2^{1}\right]&&(\cdot )(\cdot )(\cdot ~\cdot )&&2{\mbox{-fix}}&&\\D(4,3)&=0&\nexists \ l_{2}:\left[1^{3}\ {l_{2}}^{k_{2}}\right],\ k_{2}\geqslant 2&&&&3{\mbox{-fix}}&&\\D(4,4)&=1=|Co(\sigma _{I})|&\left[1^{4}\right]&&(\cdot )(\cdot )(\cdot )(\cdot )&&4{\mbox{-fix}}&&\\\end{aligned}}}
che soddisfa l'equazione delle classi rispetto ai punti fissi:
{\displaystyle D(4,0)+D(4,1)+D(4,2)+D(4,3)+D(4,4)=9+8+6+0+1=24=|S_{4}|=n!=4!}
dove l'insieme degli elementi rappresentativi delle singole classi è come definito prima.

### Relazioni per k=0,1 e valore asintotico
| Equazioni                                                                                         | Esempi |
| ------------------------------------------------------------------------------------------------- | --- |
| {\displaystyle f(n,1)\ =\sum _{i=1}^{n}(-1)^{i+1}{n \choose i}i(n-i)!}                            | {\displaystyle {\begin{aligned}f(5,1)&=(-1)^{2}{5 \choose 1}1(5-1)!+(-1)^{3}{5 \choose 2}2(5-2)!+(-1)^{4}{5 \choose 3}3(5-3)!+(-1)^{5}{5 \choose 4}4(5-4)!+(-1)^{6}{5 \choose 5}5(5-5)!\\&=5\ 4!-20\ 3!+30\ 2!-20\ 1!+5\ 0!=120-120+60-20+5=45.\\\end{aligned}}} |
| {\displaystyle f(n,0)\ =n!-\sum _{i=1}^{n}(-1)^{i+1}{n \choose i}(n-i)!}                          | {\displaystyle {\begin{aligned}f(5,0)&=120-(5\cdot 4!-10\cdot 3!+10\cdot 2!-5\cdot 1!+1\cdot 0!)\\&=120-(120-60+20-5+1)=120-76=44.\\\end{aligned}}} |
| {\displaystyle \forall n>1} {\displaystyle f(n,0)\ =(n-1)\ {\bigl [}f(n-1,0)\ +f(n-2,0){\bigr ]}} | {\displaystyle f(5,0)=4\cdot (9+2)=4\cdot 11=44} |
| {\displaystyle f(n,0)\approx {\frac {n!}{e}}}                                                     | {\displaystyle f(5,0)\approx {\frac {5!}{e}}\approx {\frac {120}{2.71828}}\approx 44,1455=44} |